# Чапурниковская балка
Чапу́рниковская балка — балка на границе городского округа Волгоград и Светлоярского района Волгоградской области. Балка прорезает склон Ергенинской возвышенности. Устье выходит на Сарпинскую низменность. Площадь водосбора составляет 15,7 км².
Балка прорезает ергенинские пески (неоген) и захватывает верх нижележащих майкопских глин (палеоген). В геологическом отношении Чапурниковская балка представляет собой древнечетвертичное образование. Возраст балки подтверждают большая мощность аллювия и наличие террас; хорошо выраженные террасы встречаются во многих местах, ширина их достигает 40 метров. Поперечный профиль балки пологий с широкими склонами, глубина вреза доходит до 50 метров, а ширина более километра.
В Чапурниковской балке находится самая крупная на юго-востоке европейской территории России дубрава. Общая площадь лесного массива — 166 га. В XIX веке древесная растительность балки состояла в основном из береста и дуба, крупные экземпляры которого достигали возраста более 150 лет и имели 250—350 сантиметров в обхвате. Из других пород встречались осина, груша, яблоня, вяз приземистый. В подлеске были отмечены клен татарский, бересклет, крушина, боярышник, шиповник, тёрн. В заболоченной части балки произрастали ольха, черёмуха, бузина, ива. Однако с середины XX века началась деградация лесного массива.
Причины, приведшие к гибели деревьев и сокращению площади леса: вырубка деревьев и в годы войны, и в последующий период; перевыпас скота; несанкционированные свалки, занимающие большие территории; строительство пионерских лагерей в послевоенные годы; бурение скважин, понижающих уровень грунтовых вод и др..